# پرواز شماره ۹۲۶۸ کاگالیماویا
پرواز شمارهٔ ۹۲۶۸ مترو جت (انگلیسی: Metro Jet Flight ۹۲۶۸) (یاتا: 7K-9268, ایکائو: KGL 9268) یک پرواز کرایه‌ای مسافربری بین‌المللی، متعلق به خطوط هوایی (متروجت) روسیه بود که از فرودگاه بین‌المللی شرم‌الشیخ در مصر به‌سوی فرودگاه پالکوو در سن پترزبورگ روسیه در حال حرکت بود و در تاریخ ۳۱ اکتبر ۲۰۱۵ ساعت ۰۶:۱۳ به‌وقت ساعت رسمی مصر (۰۴:۱۳ ساعت هماهنگ جهانی) در شمال شبه‌جزیره سینا سقوط کرد و تمام سرنشینان آن کشته شدند.
این هواپیما از نوع ایرباس ای۳۲۱–۲۳۱ بود و ۲۱۷ مسافر و ۷ خدمهٔ پروازی داشت که ۲۱۲ مسافر این هواپیما، اهل روسیه، ۴ نفر نیز اهل اوکراین و ۱ نفر اهل بلاروس بودند.
ولادیمیر پوتین، رئیس‌جمهور روسیه یک روز عزای عمومی در کشور اعلام کرد و افرادی را برای تحقیق در مورد این سانحه به مصر اعزام کرد.
گروه تروریستی داعش در یک پیام توئیتری مسئولیت سقوط این هواپیما را بر عهده گرفته است این در حالی است که نخست‌وزیر مصر ادعای گروه داعش را رد کرده است و می‌گوید به احتمال زیاد عامل سقوط این هواپیما نقص فنی بوده است. در صفحه‌های وابسته به گروه تروریستی داعش در شبکه‌های اجتماعی با انتشار فیلمی با عنوان لحظه سقوط هواپیمای روسیه (به ادعای داعش) آن‌ها اعلام کردند، سرنگون کردن این هواپیما آغازی برای این است که روسیه بهای خصومت خود علیه مسلمانان به‌صورت کلی و بالأخص داعش را بپردازد.
سرویس امنیت فدرال روسیه متعاقباً در ۱۷ نوامبر اعلام کرد آنان مطمئنند که این یک حملهٔ تروریستی بوده و به وسیلهٔ بمبی منفجر شده در هوا به وقوع پیوسته است. روسیه ۵۰ میلیون دلار جایزه برای اطلاعات در این خصوص تعیین کرده است.

## تحقیقات
در ۲۹ ژانویه ۲۰۱۶ خبرگزاری رویترز به نقل از یک منبع ناشناس گزارش کرد: یک فرد مظنون به جاسازی بمب در این هواپیما بازداشت شده است. این فرد مظنون ظاهراً یک مکانیک است؛ و بمب توسط پسر عمویش که از اعضای داعش است به او داده شده بوده است. سه مظنون دیگر نیز بازداشت شده‌اند که عبارت‌اند از: دو مأمور پلیس و یک مسئول حمل بار که در کمک به مکانیک مذکور دست داشته‌اند.